# Nikon FG20
Nikon FG 20 — любительский малоформатный однообъективный зеркальный фотоаппарат, выпускавшийся в Японии корпорацией Nippon Kogaku K. K. (сейчас — Nikon) с 1984 года. Камера является упрощённой версией модели FG и завершает линейку «сверхкомпактных зеркалок» Nikon, предназначенных для начинающих фотолюбителей. В отличие от более старшей модели, FG-20 не оснащалась режимом программного автомата, поддерживая только приоритет диафрагмы. На камере также отсутствовал диск экспокоррекции. Также отсутствует наплыв под правую руку для удобства держания камеры. Благодаря этим упрощениям, модель стала самой лёгкой среди сверхкомпактного семейства, но пользовалась популярностью среди любителей, поскольку в отличие от модели EM поддерживала ручное управление экспозицией.